# Ангел, Марк
Марк Ангел (род. 27 мая 1991) — нигерийский комик, сценарист и видеоблогер.
Наиболее известен благодаря серии скетчей на Youtube, где роли часто исполняют дети-актеры, в частности Эммануэла Самюэль (10 лет), двоюродная сестра автора, к которой в видео Марк обращается, как к племяннице.
Канал Марка стал первым комедийным Youtube-каналом в Африке, набравшим миллион подписчиков.

## Биография
Марк родился в 1991 в Нигерии, Порт-Харкорт, штат Риверс.
В университете Обафеми Аволово учился медицине, но по семейным обстоятельствам окончить обучение не смог.
После учебы набирался опыта в актерском мастерстве и режиссуре, но не смог закрепиться в Нолливуде. Основал независимую киностудию Mechanic Pictures в 2013.

## Метод съемки
Марк Ангел работает с близкими ракурсами камеры и различными форматами съемки. Иногда используется эффект трясущейся камеры, чтобы придать натурализма происходящему, сам Марк называет это «свободной комедией».
В основном Марк снимает в бедном районе Порт-Харкорта, дабы показать те места, где он вырос и быть ближе к простым нигерийцам.